# 前野直彬
前野 直彬（まえの なおあき、1920年5月18日 - 1998年2月5日）は、日本の中国文学者。東京大学文学部名誉教授。多くの漢詩研究・注解を出版した。

## 経歴
1920年、東京生まれ。東京帝国大学文学部中国文学科で学び、1947年に卒業。大学院は京都大学大学院中国文学専攻に移り、1952年に修了。
1976年、学位論文『中国小説史考』を東京大学に提出して文学博士号を取得。1976年から1977年まで外務省特別研究員として中国に滞在。帰国後は、名古屋大学講師に就いた。東京教育大学助教授を経て、東京大学文学部中国文学科の教授をつとめた。1981年に東京大学を定年退官し、名誉教授となった。

## 受賞・栄典
- 1994年：勲三等瑞宝章受章[2]。1998年叙正四位。

## 著作
著書
- 『精講 漢文』学生社, 1966
  - ちくま学芸文庫, 2018
- 『漢文入門』講談社現代新書, 1968
  - ちくま学芸文庫, 2015
- 『唐代の詩人達』 東京堂出版, 1971
- 『風月無尽 中国の古典と自然』 東京大学出版会 UP選書, 1972、新装版 2015
- 『中国小説史考』秋山書店, 1975
- 『蒲松齢伝』<秋山叢書>秋山書店, 1976
- 『韓愈の生涯』<秋山叢書>秋山書店, 1976
- 『漢文珠玉選』上下、平凡社, 1976
- 『中国文学序説』東京大学出版会, 1982
- 『中国古典詩聚花11 中国古典詩総説』 尚学図書, 1985
- 『春草考』<中国古典詩文論叢>秋山書店, 1994

編著・共著
- 『中国文化叢書4 文学概論』鈴木修次・高木正一共編, 大修館書店, 1967
- 『唐詩鑑賞辞典』東京堂出版, 1970、度々新版
- 『中国文学史』東京大学出版会, 1975、度々新版
- 『宋詩鑑賞辞典』東京堂出版, 1977、新版 1998
- 『漢詩の解釈と鑑賞事典』石川忠久共編, 旺文社, 1979
- 『韓退之－豪放詩人』 斎藤茂共著〈中国の詩人 その詩と生涯8〉集英社, 1983
- 『中国文学史資料選』古典篇  今西凱夫共編, 東京大学出版会, 1989
- 『名句でたどる漢詩の世界』小学館ジェイブックス, 1997。年少者向け

注解・訳書
- 『文章軌範 正篇』<新釈漢文大系17・18> 明治書院, 1961-62 
  - 『文章軌範』<新書漢文大系9> 藤原満編, 明治書院, 1996、新版 2002 - 抜粋 新書版
- 李攀竜編『唐詩選』上中下 岩波文庫, 1961-63、改版 2000 - 他に単行版、ワイド版
- 『唐代伝奇集』平凡社東洋文庫 全2巻, 1963-64 - 編訳、のちワイド版 2007
  - 別版『六朝・唐・宋小説選』〈中国古典文学大系24〉平凡社, 1968
- 『陸游』<漢詩大系19>集英社, 1964、新装版<漢詩選13>, 1997
- 『幽明録・遊仙窟 ほか』劉義慶, 平凡社東洋文庫, 1965 - 共訳、のちワイド版 2007
- 『李白』集英社<中国詩人選3>, 1966／新装版 小沢書店, 1996
- 紀昀『閲微草堂筆記』〈中国古典文学大系42〉平凡社, 1971　
他に「子不語 述異記 秋燈叢話 諧鐸 耳食録」を収録
  - 平凡社ライブラリー 上下 2008 - 新訂版
- 『山海経・列仙伝』<全釈漢文大系33>集英社, 1975

## 資料
- 「座談會 先学を語る--前野直彬博士(含前野直彬博士略年譜、主要著述目録)」市川桃子・佐藤保・竹田晃 『東方学』109, 東方学会, 2005年, 167-193頁.